# Presquille
Presquille es un lugar designado por el censo ubicado en la parroquia de Terrebonne en el estado estadounidense de Luisiana. En el Censo de 2010 tenía una población de 1807 habitantes y una densidad poblacional de 888,77 personas por km².

## Geografía
Presquille se encuentra ubicado en las coordenadas 29°33′31″N 90°38′19″O / 29.55861, -90.63861. Según la Oficina del Censo de los Estados Unidos, Presquille tiene una superficie total de 2.03 km², de la cual 2.03 km² corresponden a tierra firme y (0%) 0 km² es agua.

## Demografía
Según el censo de 2010, había 1807 personas residiendo en Presquille. La densidad de población era de 888,77 hab./km². De los 1807 habitantes, Presquille estaba compuesto por el 93.75% blancos, el 2.27% eran afroamericanos, el 2.21% eran amerindios, el 0.5% eran asiáticos, el 0% eran isleños del Pacífico, el 0.61% eran de otras razas y el 0.66% pertenecían a dos o más razas. Del total de la población el 1.16% eran hispanos o latinos de cualquier raza.